# Selago elsiae
Selago elsiae är en flenörtsväxtart som beskrevs av O.M. Hilliard. Selago elsiae ingår i släktet Selago och familjen flenörtsväxter. Inga underarter finns listade i Catalogue of Life.